# Daniel Schwerd

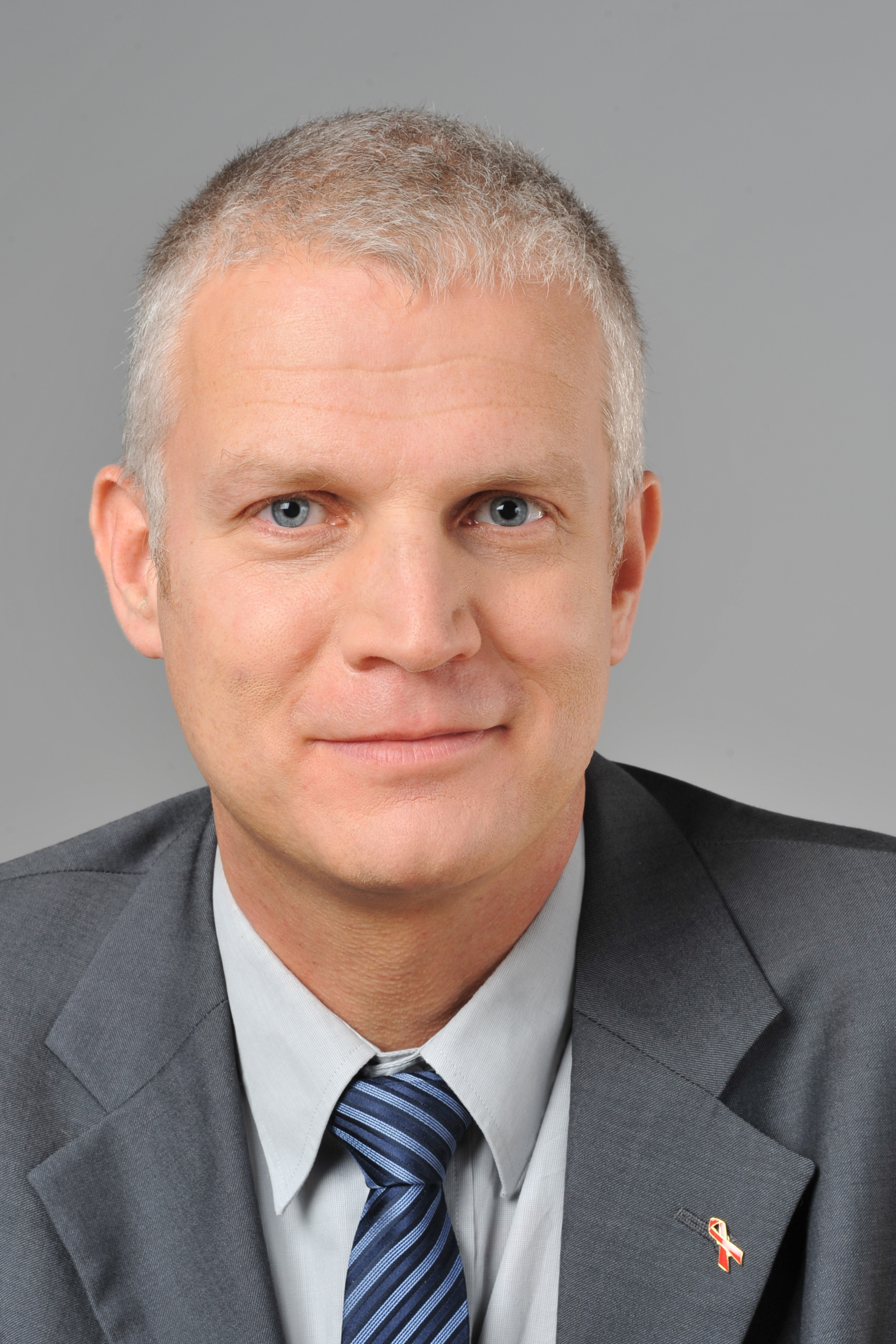
Daniel Schwerd

Daniel Schwerd (* 3. November 1966 in Köln) ist ein deutscher Politiker (Die Linke, ehemals Piratenpartei). Er war von 2012 bis 2017 Abgeordneter im Landtag von Nordrhein-Westfalen.

## Biografie
Nach seinem Abitur am Kölner Apostelgymnasium und dem Wehrdienst absolvierte Daniel Schwerd eine Ausbildung zum Mathematisch-Technischen Assistenten bei einer Versicherung sowie ein Studium der Informatik mit dem Abschluss Diplom-Informatiker an der FernUniversität Hagen. Nach Tätigkeiten als Consultant, Systemarchitekt und Projektleiter ist er als selbständiger Unternehmer tätig. Schwerd ist verheiratet und hat zwei Kinder.

## Politik
Schwerd gehörte von 2009 bis 2015 der Piratenpartei an und war von 2010 bis 2013 Vorsitzender des Kreisverbands Köln. Bei der Landtagswahl in Nordrhein-Westfalen 2012 am 13. Mai 2012 wurde Schwerd auf Platz 10 der Landesliste der Piratenpartei Nordrhein-Westfalen in den Landtag von Nordrhein-Westfalen der 16. Legislaturperiode gewählt. Er war dort Mitglied im Wirtschaftsausschuss sowie stellvertretender Vorsitzender des Ausschusses für Kultur und Medien. In der Piratenfraktion war er der Sprecher für Wirtschafts-, Netz- und Medienpolitik. Er war ehrenamtliches Mitglied der Medienkommission der Landesanstalt für Medien Nordrhein-Westfalen (LfM) und des Aufsichtsrates der NRW.Invest GmbH.
Am 23. Oktober 2015 verkündete er seinen Austritt sowohl aus der Piratenfraktion als auch aus der Piratenpartei. Am 9. März 2016 teilte er mit, dass er sich der Partei „DIE LINKE.“ angeschlossen habe und ab sofort als deren Landtagsabgeordneter arbeiten werde.
Für „DIE LINKE.“ trat er auf Platz 12 der Landesliste zur Landtagswahl am 14. Mai 2017 in Nordrhein-Westfalen an. Bei der Landtagswahl erreichte Schwerd im Landtagswahlkreis Köln III, in dem er zudem als Direktkandidat nominiert war, mit 12,1 % das landesweit beste Zweitstimmenergebnis seiner Partei. Nachdem die Partei die Fünf-Prozent-Hürde bei der Wahl verfehlt hatte, schied er mit Ablauf der 16. Legislaturperiode aus dem Landtag aus.
Schwerds Schwerpunkte liegen im Bereich der Netz- und Medienpolitik, der Digitalisierung aller Lebensbereiche, Privatsphäre, Datenschutz und Demokratie sowie dem Kampf gegen Überwachung. Schwerd veröffentlicht regelmäßig politische Gastkommentare, beispielsweise im Handelsblatt, Neues Deutschland, der Freitag, haGalil, Carta oder politik-digital.de.

### Politische Positionen

#### Vorratsdatenspeicherung
Nachdem die innenpolitischen Sprecher von CDU/CSU in Bund und Ländern am 9. Mai 2014 in einem als „Erfurter Erklärung“ bezeichneten Positionspapier ein Gesetz zur Vorratsdatenspeicherung gefordert hatten, äußerte Schwerd: „Der Glaube an die Notwendigkeit und Wirksamkeit der Vorratsdatenspeicherung hat esoterische Züge“. Schwerd lehnte die Forderung nach einer neuen gesetzlichen Grundlage für die Wiedereinführung einer Vorratsdatenspeicherung mit der Begründung ab, dass für den Zeitraum vom 1. Januar 2008 bis 2. März 2010, in dem es eine Vorratsdatenspeicherung in Deutschland gegeben hatte, kein Anstieg der Aufklärungsquote von Straftaten, die mit dem Tatmittel Internet begangen wurden, nachgewiesen werden konnte. Schwerd bezeichnete die Vorratsdatenspeicherung als „gefährlich für unsere Freiheit und unsere Demokratie“.

#### Netzneutralität
Nach Äußerungen von Bundeskanzlerin Merkel zur Netzneutralität kritisierte er, dass in der Debatte fehlerhafte Argumente verwendet würden. Weder fahrerlose Autos noch Telemedizin würden Ausnahmen von der Netzneutralität erfordern. Selbstfahrende Autos, die nur mit stabiler Internetverbindung sicher navigieren können, wären „mehr als fahrlässig“, lebenswichtige Operationen über eine herkömmliche Internetverbindung ohne dedizierte ausfallgesicherte Leitungen „Körperverletzung“. Nur wenn alle Nutzer davon profitierten, sei es gerechtfertigt, bestimmte Datenpakete im Internet zu bevorzugen. Spezialdienste dürften keine Ausrede sein, „auf den dringend notwendigen Netzausbau zu verzichten“, so Schwerd. „Ausgliederung eines Teils von Internetdiensten“ sei immer „eine Verletzung der Netzneutralität“.

#### Störerhaftung
An dem Risiko der Störerhaftung, welches Betreiber offener WLANs bedroht, übte Schwerd deutliche Kritik. Es sei „vollkommen unbewiesen, dass offene WLAN-Zugänge eine nennenswerte Auswirkung auf illegales Filesharing haben“. Eine Pflicht zur Verschlüsselung oder zur Belehrung der Nutzer des Netzwerkes lehnt er ab. Eine „Dauerbelehrung, die Gesetze einzuhalten“ habe „keinen sittlichen Nährwert“. Die Anforderung an Betreiber der Netzwerke, alle Nutzer namentlich zu kennen, sei nicht realisierbar. Solche Forderungen stellen „Einfallstor für neue Abmahnwellen und Quell neuer Rechtsunsicherheit“ dar, der Freifunk-Bewegung offener drahtloser Bürgernetzwerke würde „der Todesstoß versetzt“ und die Bemühungen würden konterkariert, bessere Internetversorgung im Land zu schaffen, so Schwerd.

#### Sampling und Urheberrechte
Die Entscheidung des Bundesverfassungsgerichts, Sampling unter gewissen Voraussetzungen zu erlauben, begrüßte Schwerd. Es sei „ein Sieg für die Remix-Kultur und die moderne Pop- und Dance-Musik, die stark von Samples lebt“. „Wir alle stehen auf den Schultern von Giganten“, so Schwerd. Jede Erfindung, jedes Werk bediene sich gewisser Ideen, Teile und Konzepte von Erfindungen und Werken zuvor, da sei es nötig, dass ein Künstler „in einen künstlerischen Dialog mit vorhandenen Werken treten“ könne. Dies müsse er fair tun und den kommerziellen Erfolg des Vorgängers damit nicht behindern. Im Licht dieser Entscheidung stehe aber auch das Leistungsschutzrecht für Presseverleger auf „wackligen Beinen“.

#### Verfassungsschutz
Den Verfassungsschutzbericht des Landes NRW bezeichnete Schwerd 2016 als „Zeugnis organisierten Staatsversagens“. Während Straftaten von rechts zunähmen, würde suggeriert, es gäbe eine „annähernd große Gefahr von links“. Das sei „Bullshit“. Fallzahlen linker Kriminalität würden „hochgejazzt“, „alltäglicher Rechtsterrorismus verharmlost“. Auch an der Beobachtung von Teilen der Linken und von kurdischen Vereinen übte er Kritik. Die Wirtschaftsspionage befreundeter Geheimdienste sei ebenso noch kein Thema, für die „digitalen Angriffsarsenale von NSA und GCHQ“ fühle man sich immer noch nicht verantwortlich, kritisierte er. Es sei „Zeit, Verfassungsschutz bundesweit aufzulösen“ und die „Aufgaben, die in einer modernen Demokratie tatsächlich unerlässlich sind, auf eine neue Behörde zu übertragen, die von Grund auf einer demokratischen Kontrolle unterworfen ist“, schrieb er im Neuen Deutschland.

#### Bedingungsloses Grundeinkommen
Schwerd stellt eine Verbindung zwischen den Veränderungen in der Arbeitswelt durch Arbeit 4.0 und Industrie 4.0 und dem Bedingungslosem Grundeinkommen her. Nicht alle Menschen würden ihren Platz in der neuen Arbeitswelt finden, daher brauche es ein „Recht auf lebenslange und kostenlose Bildung und Weiterbildung“ und eine Arbeitszeitverkürzung „durch kürzere Wochen- und Lebensarbeitszeiten“. Die Rationalisierungsdividende der Digitalisierung könne dafür „Spielräume eröffnen“. Darüber hinaus benötige es ein „sanktionsfreies Existenz- und Teilhabeminimum“: Das Bedingungslose Grundeinkommen „sichert die materielle Existenz und ermöglicht Teilhabe in allen gesellschaftlichen Bereichen“, formulierte Schwerd. Neben einem fairen Steuersystem, Erbschafts- und Vermögenssteuer sollen Roboter und Algorithmen ihren Beitrag zur Finanzierung leisten: „Wenn sie Arbeit von Menschen übernehmen, sollen sie auch mit für deren Auskommen sorgen.“

#### Netzwerkdurchsetzungsgesetz
Das Netzwerkdurchsetzungsgesetz (NetzDG) kritisierte Schwerd. Der angegebene Zweck – Hassbotschaften und Fake News im Internet zurückzudrängen – würde verfehlt. Hingegen würden zahlreiche schädliche Nebenwirkungen auftreten: Die Social-Media-Betreiber würden aufgrund der drohenden Bußgelder im Zweifel „lieber einmal mehr als einmal zu wenig“ löschen. Um das Wiederauftreten einmal gelöschter Nachrichten zu verhindern, würden Social-Media-Unternehmen automatische Filter installieren, „mit allen bekannten Nachteilen von Fehlfilterung und Overblocking“. Staatliche oder privatwirtschaftliche Vorabkontrolle von Nachrichten jedenfalls berge „die unmittelbare Gefahr von Zensur“. Es sei gut, wenn jeder Diensteanbieter „eine standardisierte Möglichkeit anbieten müsste, wie Betroffene falsche Nachrichten oder Hass melden können“, sowie „anschließend über die weitere Bearbeitung transparent informieren“ müsse. Zudem forderte er die Stärkung von Medienkompetenz, insbesondere Medienkritik: „der kritische Umgang mit Medien und Inhalten“.

## Veröffentlichungen
- Daniel Schwerd: Politik aus Notwehr: Das Erbe der Piratenpartei. BOD – Books on Demand, Norderstedt 2016, ISBN 978-3-8423-3642-1.